# Gryllica picta
Gryllica picta är en skalbaggsart som först beskrevs av Francis Polkinghorne Pascoe 1858.  Gryllica picta ingår i släktet Gryllica och familjen långhorningar. Inga underarter finns listade i Catalogue of Life.